# Eduardo Julve
Eduardo Julve Ciriaco (* 27. August 1923 in Chincha Alta; † 2008) war ein peruanischer Leichtathlet, der 1954 Südamerikameister im Diskuswurf wurde.
Julve belegte bei den Südamerikameisterschaft 1943 in Santiago de Chile mit 41,64 Metern im Diskuswurf den zweiten Platz hinter seinem Landsmann Manuel Consiglieri. Auch im Zehnkampf gewann Julve die Silbermedaille, mit 6046 Punkten hatte er 23 Punkte Rückstand auf den Chilenen Juan Colín. 1947 in Rio de Janeiro gewann Julve erneut zwei Silbermedaillen. Mit 44,07 Metern lag er im Diskuswurf rund einen Meter hinter dem Chilenen Karsten Brodersen; im Zehnkampf erreichte er 6460 Punkte, der Argentinier Enrique Kistenmacher gewann mit 7011 Punkten allerdings deutlich. 1947 stellte Julve auch seine persönliche Bestleistung im Diskuswurf mit 48,53 Metern auf.
Bei den Olympischen Spielen 1948 in London erreichte Julve mit 45,86 Meter das Finale, dort gelangen ihm dann aber lediglich 44,05 Meter, die den zwölften Platz bedeuteten. Im Zehnkampf gab Julve nach dem ersten Tag auf. Bei den Südamerikameisterschaften 1949 in Lima warf er den Diskus auf 43,905 Meter und belegte den vierten Platz mit 24 Zentimetern Rückstand auf die Bronzemedaille. Im Zehnkampf siegte erneut Kistenmacher, 157 Punkte hinter dem Uruguayer Hércules Azcune erkämpfte sich Julve die Bronzemedaille. Nachdem Julve 1952 in Buenos Aires erneut Vierter im Diskuswurf geworden war, gelang ihm 1954 in São Paulo sein größter Erfolg. Mit 47,44 Metern und fast einem Meter Vorsprung auf den Chilenen Hernán Haddad gewann Eduardo Julve die Goldmedaille. 1956 in Santiago belegte er mit 45,49 Metern noch einmal den vierten Platz.